# Nature morte au caoutchouc (Nature morte III)
Nature morte au caoutchouc (Nature morte III) est une peinture à l'huile sur toile de 1921 du peintre allemand du réalisme magique et de la Nouvelle objectivité Alexander Kanoldt, conservée à la Staatliche Kunsthalle Karlsruhe.

## Description
Trois livres, une boîte, une tasse et une boîte d'allumettes sont posés sur une petite table devant un jeune caoutchouc qui accentue le mouvement vertical de la composition ; le fond est constitué un épais rideau rouge-orange. 

## Analyse
Un effet théâtral se dégage de cette mise en scène d'objets banals, appartenant à un intérieur bourgeois feutré, du fait de la perspective surplombante et de la présence de l'étoffe carmin. Cette mise en scène attire le regard sur les formes épurées des objets et sur le jeu des contrastes géométriques entre l'organique et l'anorganique. Alors que la plante donne « vie » à cette nature morte, elle est maîtrisée, les racines serrées dans un pot étroit.
Avec l'accélération de l'industrialisation, la plante d'intérieur devient un objet décoratif populaire et un attribut de la sphère intime de la modernité. Elle fournit le décor d'une théâtralité de l'individu privé au sein des œuvres de la Nouvelle objectivité qui célèbrent le retour à l'ordre post-expressionniste de la République de Weimar. Le philosophe Ernst Bloch n'hésite pas à qualifier ce classicisme de réaction de « parade de la sévérité, de l'absence d'ornements, du puritanisme pur et simple ».

## Exposition
Cette peinture est exposée dans le cadre de l'exposition Les Choses. Une histoire de la nature morte au musée du Louvre du 12 octobre 2022 au 23 janvier 2023, parmi les œuvres de l'espace nommé « Dans leur solitude ».